# NGC 7340
NGC 7340 ist eine elliptische Galaxie vom Hubble-Typ E-S0 Sternbild Pegasus am Nordsternhimmel. Sie ist schätzungsweise 296 Millionen Lichtjahre von der Milchstraße entfernt und hat einen Durchmesser von etwa 75.000 Lj.
Im selben Himmelsareal befinden sich u. a. die Galaxien NGC 7331, NGC 7335, NGC 7336, NGC 7337.
Das Objekt wurde am 10. September 1849 von George Johnstone Stoney entdeckt.